# Julian Lemos
Gulliem Charles Bezerra Lemos, mais conhecido como Julian Lemos (Campina Grande, 5 de janeiro de 1976), é um empresário e político brasileiro, filiado ao União Brasil. Foi eleito deputado federal pelo estado da Paraíba nas eleições 2018, obtendo 71.899 votos (3,61%) e ficando na 10ª posição.
Em 2018, foi o coordenador da campanha presidencial de Jair Bolsonaro na Região Nordeste.
Nas eleições de 2022 tentou a reeleição para Deputado Federal , não obtendo exito , ficando na 18° colocação com 36.530 votos (1,65%) ,conquistando assim a 1° suplência do seu partido. 